# エゾトンボ
エゾトンボ（学名：Somatochlora viridiaenea）は、トンボ目エゾトンボ科エゾトンボ属に分類されるトンボの一種である。

## 分布
日本国内では北海道・本州・四国・九州に、海外では中国・朝鮮半島・ロシアに分布する。

## 生態・特徴
寒冷な地の湿地・山間などに生息している、6月中旬から9月後半まで見られるトンボである。さらに本種は、国内で最も南方まで分布している、エゾトンボ属の一種でもある。羽化直後の状態では、胸や腹部に黄色の斑が見られるが、オスは成熟すると消滅していく。メスの産卵弁は、下に突き出す。

## ギャラリー
- female
- male in flight